# المغنی (کتاب ابن قدامه)
کتاب المغنی کتابی از ابن قدامه و از منابع مهم فقه حنبلی است و می توان آن را یکی از بزرگترین و مهم‌ترین کتب فقهی در اسلام دانست.